# Boghes de Domo
Boghes de Domo (che in sardo significa "Voci di Casa") è l'unico musical in lingua sarda sinora composto (le parti cantate sono infatti interamente in sardo; le parti recitate, invece, in italiano).

## Trama
La storia si svolge nel 1909 a Tiligu, piccolo centro pastorale immaginario dell'entroterra del Logudoro, situato in una piccola valle, sovrastato dal Monte Tiligu e Susu e bagnato dal Rio Tiligu Mannu. Il curioso nome deriva da un'improbabile invasione di lucertole (tilighetta) avvenuta nel VI secolo.
A Tiligu la vita scorre senza accadimenti che ne scuotano la tranquillità. È periodo di aratura e, un bel giorno, arriva a Tiligu un giovane di nome Giuseppe Lay (noto Peppeddu) originario di Baddemanna (Valle Grande), un centro (il cui nome è anch'esso immaginario) in via di espansione economica e sociale situato a 25 km da Tiligu verso la costa. Tra Tilighesi e Baddesi per tradizione non è mai corso buon sangue. Peppeddu è molto coraggioso ed entusiasta, nonché fresco di studi in agraria e pertanto ansioso di mettere in pratica le nuove tecniche e le sue conoscenze in materia. Poiché nutre interesse per una giovane ragazza di Tiligu, qui cerca sistemazione e lavoro stabile e perciò si rivolge al più ricco proprietario terriero del posto offrendogli la sua opera di esperto in materia e la sua amicizia.
Antòni Cau, questo il nome del ricco proprietario, inizialmente rifiuta seccamente le offerte di Peppeddu. Egli è infatti profondamente radicato nei tradizionali ed antiquati sistemi di coltura ed è per questo particolarmente diffidente nei confronti di qualsiasi forestiero, men che mai di Badde Manna. Antòni Cau è un uomo "da rispettare" e da temere. Ricco, valente, vedovo, ama far pesare la sua potenza sugli abitanti del paese influendo anche sulla vita privata degli abitanti, programmando a piacimento persino gli accoppiamenti matrimoniali. Comunque, per ridicolizzarlo al cospetto del paese, dà a Peppeddu una possibilità, invitandolo però, se tiene al lavoro, a levarsi dalla testa ogni velleità o desiderio sulle donne di Tiligu. Peppeddu è però segretamente già innamorato di Ciccitta, una graziosa ragazza del paese, ed inizia pertanto fiducioso il lento cammino dell'inserimento nella realtà sociale di Tiligu.
Le stagioni passano e Peppeddu, lavorando con i Tilighesi, si fa apprezzare per le sue capacità e doti caratteriali. Il paese intero, infatti, pian piano gli dimostra stima e lo incoraggia. Solo Antòni Cau non perde occasioni per provocarlo e schernirlo, sminuendone le capacità e i risultati.
Una domenica mattina Ciccitta, con il compiacimento dei suoi compaesani, dichiarerà pubblicamente il suo amore per Peppeddu, provocando le violente reazioni di Antòni che aveva messo gli occhi sulla medesima ragazza ed ora si trova perdente rispetto a Peppeddu sia nell'ambito del lavoro che nell'ambito privato con conseguente perdita di parte del suo carisma nei confronti del paese.
La primavera comunque si avvicina ed è quasi tempo di raccolto. In paese c'è molta euforia. Si prevede un buon raccolto grazie alle tecniche di Peppeddu, che ormai viene considerato cittadino tilighese a tutti gli effetti. Con la primavera viene anche ufficializzato il fidanzamento di Peppeddu e Ciccitta. Tutto il paese festeggia con canti e balli...
Ma ad interrompere la gioia arriva il fuoco che divampa nei campi minacciando il raccolto. Tutto il paese unito combatte le fiamme guidato da Peppeddu. Egli, per difendere quel raccolto che sentiva anche suo muore tra le fiamme lasciando il paese e la sua sposa nel più profondo dolore. Il pianto della sposa si leverà ancora più alto perché porta nel suo grembo un bambino dello sposo perduto, ma ancora più accorato è il pianto di Antòni Cau per quel forestiero che voleva essergli amico.
Da quel giorno i forestieri che arriveranno a Tiligu saranno accolti con amicizia, insieme alle loro idee e apporti vari, senza diffidenza né pregiudizi.

## Personaggi
- Antòni Cau - il vecchio possidente
- Peppeddu Lay - il giovane agronomo
- Ciccitta De Lussu - la bella
- Signora De Lussu - la mamma di Ciccitta
- Don Bachis - il prete
- Antiòga - l'amica del cuore di Ciccitta
- Zizi - il figlio di Antòni Cau
- Popolani e Popolane di Tiligu

## Produzione
La variante del sardo scelta è, per la precisione, il logudorese (che deriva dalla zona geografica della Sardegna denominata Logudoro), correntemente parlato in circa un terzo dell'isola nel centro-nord, nonché di gran lunga il più utilizzato dai principali letterati sardi.
Gli autori del musical sono: Alessandro Fois, Alverio Cau e Benito Urgu. Con contributi musicali anche di Antonio Salis, Francesco Salis e Antonio Lotta.
Ambientata in una suggestiva realtà agropastorale di inizio Novecento, l'opera intende evidenziare la diffidenza atavica del sardo ed al contempo esortare alla cooperazione tra i popoli e all'apertura verso "il nuovo"... Tale intento è attuato attraverso gli alterchi tra il "vecchio" ottuso possidente e il "giovane" progressista agronomo, rivali anche in amore, in un dramma costellato di spunti comici e immerso in un'atmosfera musical-corale  che coniuga il fascino dell'antico e del popolare con le contaminazioni moderne.

## Altre
Trasmesso più volte dall'emittente televisiva Rai 3 (1991 e 1992) e promosso e, con la partecipazione anche degli autori nel ruolo di protagonisti scenici, rappresentato nel corso della tournée teatrale del 2001 (con supporto dell'Assessorato alla Cultura della Regione Autonoma della Sardegna), è stato poi pubblicato in CD dalle edizioni discografiche Frorìas (2005) e replicato in alcune tournée nei successivi anni. 

## Discografia
La versione originale della colonna sonora dell'opera è disponibile su Shardisc